# Milan Čič
Milan Čič (2. ledna 1932 Zákamenné – 9. listopadu 2012) byl slovenský politik, akademik a právník, za normalizace člen KSČ a ministr spravedlnosti SSR, v období po sametové revoluci předseda vlády Slovenské republiky, později politik VPN a HZDS, místopředseda federální vlády a poslanec Sněmovny lidu a Sněmovny národů Federálního shromáždění.

## Život

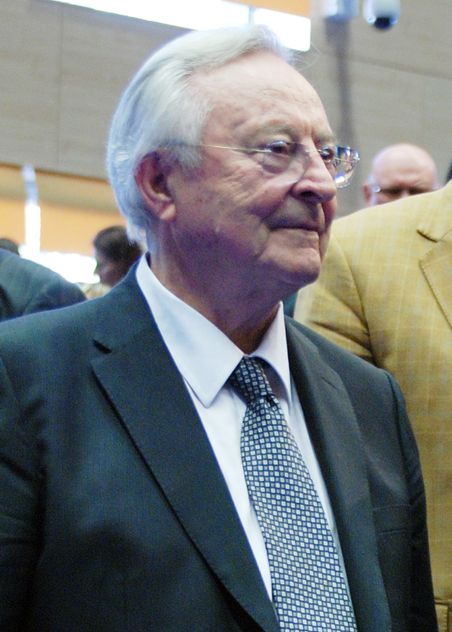
Milan Čič (2011).

### Studium
Vystudoval Právnickou fakultu Univerzitu Komenského v Bratislavě.

### Akademická činnost
V letech 1961–1964 a 1970–1987 učil na PF Univerzity Komenského, v letech 1970–1987 zde působil jako vedoucí katedry trestního práva, kriminologie a kriminalistiky.

### Veřejné funkce před listopadem 1989
V letech 1964–1967 působil na Pověřenectvu SNR pro spravedlnost, v letech 1969–1970 působil jako náměstek ministra spravedlnosti Slovenské socialistické republiky. V letech 1978–1989 byl ředitelem Ústavu státu a práva Slovenské akademie věd, v letech 1988–1989 místopředseda SAV.
Od roku 1961 byl až do roku 1990 člen KSČ (respektive KSS). V roce 1988 se uvádí jako účastník zasedání Ústředního výboru Komunistické strany Slovenska.
Krátce před sametovou revolucí od roku 1988 do 1989 byl ministrem spravedlnosti SSR ve vládě Petera Colotky, Ivana Knotka a Pavola Hrivnáka.

### Listopad 1989 a funkce v 90. letech
Od prosince 1989 do 27. června 1990 byl předsedou vlády Slovenské republiky v rámci federace a krátce i ministrem vnitra Slovenska, v letech 1990 až 1992 byl poslancem Federálního shromáždění, v roce 1992 byl místopředsedou poslední vlády ČSFR (vláda Jana Stráského) a zároveň předsedou Federálního úřadu pro hospodářskou soutěž.
V letech 1990–1991 byl členem VPN, které mu před volbami v roce 1990 jako některým dalším populárním politikům s komunistickou minulostí nabídlo místa na kandidátní listině, po založení HZDS až do roku 1993 byl jeho členem.
Již na přelomu března a dubna 1990 se sešel s českým premiérem Petrem Pithartem na první oficiální schůzce národních předsedů vlád a jednali o uspořádání česko-slovenských vztahů v ČSFR. Čič prezentoval návrhy vypracované hnutím VPN, které předpokládaly rozvolnění federace a přesun těžiště moci na národní republiky, které by delegovaly některé pravomoci na federativní orgány. Šlo a jen o počáteční schůzku, konkrétní jednání měla proběhnout až po prvních svobodných volbách.
Ve volbách roku 1990 zasedl do Sněmovny lidu (volební obvod Středoslovenský kraj) za VPN. Po rozkladu VPN v roce 1991 přešel do poslanecké frakce HZDS. Ve volbách roku 1992 přešel za HZDS do slovenské části Sněmovny národů. Ve Federálním shromáždění setrval do zániku Československa v prosinci 1992.
V období let 1993–2000 byl prvním předsedou Ústavního soudu SR, od roku 2004 byl vedoucím Kanceláře prezidenta Slovenské republiky.

### Návrat do politiky
V roce 2000 se neúspěšně pokusil o návrat do politiky ve Straně demokratického středu. V roce 2001 se neúspěšně ucházel o funkci župana Bratislavského kraje (hejtman) a v roce 2006 o funkci soudce Ústavního soudu SR.
Byl autorem mnoha monografií a textů z oblasti trestního a ústavního práva.
Dne 9. listopadu 2012 zemřel na následky náročné neurochirurgické operace.